# Juan Gualberto Gómez repülőtér
A Juan Gualberto Gómez repülőtér (IATA: VRA, ICAO: MUVR) egy nemzetközi repülőtér Kubában Matanzas közelében. 

## Futópályák
A repülőtér futópályái:
- 06/24 (3502 m, 45 m, aszfalt)

## Forgalom
Az utasforgalom az elmúlt években az alábbi módon változott:

## Légitársaságok és úticélok
2023-ban a Juan Gualberto Gómez repülőtérről az alábbi járatok indulnak:
| Légitársaság                   | Célállomások |
| ------------------------------ | --- |
| Aeroflot                       | Szezonális: Moszkva–Seremetyjevo |
| Air Canada Rouge               | Montréal–Trudeau, Toronto–Pearson |
| Air Transat                    | Montréal–Trudeau, Toronto–Pearson Szezonális: Halifax, Moncton, Ottawa, Québec City |
| American Airlines              | Miami |
| Azur Air                       | Charter: Moszkva–Vnukovo (felfüggesztve) |
| Condor                         | Frankfurt |
| Edelweiss Air                  | Szezonális: Zürich |
| Iberojet                       | Szezonális: Lisszabon |
| LOT Polish Airlines            | Szezonális charter: Katowice, Poznań, Varsó–Chopin |
| Magnicharters                  | Szezonális: Monterrey |
| Neos                           | Szezonális: Milánó–Malpensa |
| Nordwind Airlines              | Szezonális charter: Moszkva–Seremetyjevo |
| OWG                            | Montréal–Trudeau, Toronto–Pearson |
| Rossiya Airlines               | Szezonális: Moszkva–Seremetyjevo |
| Servicios Aéreos Profesionales | Punta Cana |
| Sunclass Airlines              | Szezonális charter: Koppenhága, Stockholm–Arlanda |
| Sunwing Airlines               | Montreal–Trudeau, Québec City, Toronto–Pearson Szezonális: Bagotville, Calgary, Deer Lake, Edmonton, Halifax, Hamilton (ON), Kitchener/Waterloo, London (ON), Moncton, Ottawa, Regina, St. John's, Saskatoon, Thunder Bay, Vancouver, Windsor, Winnipeg |
| TUI Airways                    | Manchester (UK) |
| TUI fly Belgium                | Brüsszel |
| TUI fly Netherlands            | Amszterdam |
| Viva Aerobus                   | Charter: Mexico City |
| WestJet                        | Szezonális: Calgary, Toronto–Pearson |
| World2Fly                      | Charter: Lisszabon |